# Breda Ba.65
De Breda Ba.65 was een Italiaans vliegtuig voor aanvallen op gronddoelen dat dienst deed in de Italiaanse luchtmacht (Regia Aeronautica) tijdens de Tweede Wereldoorlog.
Het toestel kwam in dienst in 1937 en werd voor het eerst ingezet tijdens de Spaanse Burgeroorlog. Het deed ook dienst aan het begin van de Tweede Wereldoorlog.
Het eenmotorige toestel haalde een topsnelheid van 470 km/u en had als bewapening vier 12mm-mitrailleurs. Er was ook een versie met een tweede bemanningslid dat dienst deed als verkenningsvliegtuig.